# Американский пирог 2
«Американский пирог 2» (англ. American Pie 2) — американская сексуальная комедия 2001 года, снятая режиссером Джеймсом Б. Роджерсом по сценарию Адама Херца и Дэвида Х. Стейнберга на основе рассказа Херца. Продолжение комедийного фильма 1999 года «Американский пирог», второй фильм из серии «Американский пирог». В фильме снимались Джейсон Биггс, Шеннон Элизабет, Элисон Хэнниган, Крис Кляйн, Наташа Лионне, Томас Йен Николас, Тара Рид, Шонн Уильям Скотт, Мена Сувари, Эдди Кей Томас и Юджин Леви. Фильм рассказывает о сексуальных подвигах пяти друзей — Джима, Кевина, Стифлера, Оза и Финча — и их попытках устроить самую лучшую летнюю вечеринку на летнем пляже в Мичигане.
«Американский пирог 2» был выпущен в США 10 августа 2001 года и собрал более 145 миллионов долларов в США и 142 миллиона долларов за рубежом при бюджете в 30 миллионов долларов, став самым кассовым фильмом франшизы, собрав чуть менее 288 миллионов долларов по всему миру и получил смешанный приём от критиков и зрителей. За фильмом последовал триквел «Американский пирог 3: Свадьба».

## Сюжет
Джим Левенстайм, Кевин Майерс, Крис «Оз» Острайкер и Пол Финч, приехавшие на лето после колледжа, посещают вечеринку Стива Стифлера, пока полиция не закрывает ее. Кевин вдохновляется идеей своего брата арендовать дом на пляже озера Мичиган и устроить масштабную вечеринку, чтобы завершить лето.
Группа находит работу по покраске домов, чтобы оплатить аренду. Джиму звонит бывшая возлюбленная Надя и сообщает, что собирается навестить его. Чтобы получить сексуальный опыт, Джим ищет свою подружку Мишель, которая соглашается помочь ему после того, как его принимают за умственно отсталого тромбониста и выставляют дураком перед зрителями концерта в лагере.
Группа устраивает небольшую вечеринку, на которой Кевин и его бывшая подружка Вики неловко врут друг другу о количестве сексуальных партнеров, которые у них были в колледже. Оз пытается заняться сексом по телефону со своей девушкой Хизер, пока она учится за границей в Испании, но их прерывает Стифлер.
Во время покраски дома группа замечает двух жильцов, которые, по предположению Стифлера, являются лесбиянками, и он проникает в их дом, пока их нет дома, чтобы найти доказательства. Джим и Финч преследуют его, пытаясь остановить, когда женщины возвращаются домой и обнаруживают троицу внутри. Они соблазняют парней сексуальными услугами за вознаграждение. Однако, когда Стифлер обнажает свои гениталии после того, как женщины просят посмотреть, как мальчики делают друг другу минет, Финч и Джим уходят в отвращении.
Джим снова приходит к Мишель, чтобы получить сексуальные советы, и их чуть не застает директор лагеря. Стифлер приносит группе порнографию, а Джим позже случайно принимает суперклей за смазку, и вовремя мастурбации его рука намертво приклеивается к пенису. Он узнает, что его пенис будет «непригоден» в течение короткого периода времени. Тем временем Финч увлекся искусством Тантры, которую нашёл у мамы Стифлера, и ждет, когда сможет использовать с ней свои новые навыки. Когда вместо мамы Стифлера, как полагал Финч, приехал младший брат Стифлера, Мэтт, тот очень расстраивается.
Надя неожиданно приезжает раньше, к большому огорчению Джима, так как его пенис еще не полностью зажил. Он и Мишель притворяются, что у них отношения. Однако Мишель понимает, что влюбилась в него, но в ночь вечеринки инсценирует разрыв, чтобы Джим мог свободно встречаться с Надей. Когда вечеринка начинается, Джим понимает, что любит Мишель. Джим прерывает ее концертное выступление, и они вместе возвращаются на вечеринку.
Тем временем Шерман соблазняет Надю, которую привлекает его заурядная личность. Кевин разочаровывается, узнав, что Вики пришла на свидание, и уходит на пляж. Оз радуется, когда Хизер неожиданно приходит раньше времени. Джим, Оз и Финч разговаривают с Кевином, который признается, что ему трудно жить дальше после окончания школы, но они успокаивают его и убеждают вернуться на вечеринку. Группа возвращается, Кевин извиняется перед Вики, и они все вместе наслаждаются вечером вечеринки. Две «лесбиянки» приходят на вечеринку и позже занимаются сексом втроем со Стифлером.
На следующий день группа готовится к отъезду, когда подъезжает машина; Финч подходит к ней и обнаруживает внутри маму Стифлера. Они уезжают вместе и снова занимаются сексом.

## В ролях
| Актёр             | Роль                         |
| ----------------- | ---------------------------- |
| Джейсон Биггз     | Джим Левенстейн              |
| Элисон Ханниган   | Мишель Флаерти               |
| Крис Клейн        | Крис «Оз» Острайкер          |
| Томас Йен Николас | Кевин Майерс                 |
| Эдди Томас        | Пол «Зяблик» Финч            |
| Шонн Уильям Скотт | Стивен «Трахмейстер» Стифлер |
| Шеннон Элизабет   | Надя                         |
| Тара Рид          | Виктория Латум               |
| Мина Сувари       | Хэзер                        |
| Юджин Леви        | Отец Джима                   |
| Молли Чик         | Мама Джима                   |
| Дженнифер Кулидж  | Мама Стифлера                |
| Крис Оуэн         | Чак «Шерминатор» Шерман      |
| Наташа Лионн      | Джессика                     |
| Денис Фэй         | Даниэлла                     |
| Лиза Артуро       | Эмбер                        |
| Джон Чо           | Джон                         |
| Джастин Исфельд   | Джастин                      |
| Эли Мариенталь    | младший брат Стифлера        |
| Кейси Аффлек      | Том Майерс                   |
| Джордж Уайнер     | директор лагеря              |
| Стивен Шенбаум    | советник                     |
| Мэттью Питерс     | мальчик-трубач               |

Крис Пенн также снялся в фильме в роли отца Стифлера, но сцены с ним были вырезаны.

## Производство
Основные съемки начались 14 февраля и завершились 27 апреля 2001 года. Были выпущены две версии фильма: театральная и нерейтинговая. В театральной версии фильм был немного сокращен, всего было изменено 19 сцен. В результате «Американский пирог 2» получил рейтинг R от Американской ассоциации кинокомпаний за «сильное сексуальное содержание, грубый юмор, язык и употребление алкоголя».

## Реакция

### Кассовые сборы
За первые выходные «Американский пирог 2» собрал $45,1 млн. в 3 063 кинотеатрах США и Канады, заняв первое место по кассовым сборам, опередив «Час пик 2» и установив рекорд для комедий с рейтингом R, обогнав «Очень страшное кино». Этот рекорд продержался до 2008 года, когда его превзошел «Секс в большом городе». В целом, у фильма был второй по величине премьерный уикенд для любого фильма категории R, после «Ганнибала». В течение 14 лет фильм удерживал рекорд по самому высокому августовскому премьерному уикенду для фильма категории R, пока в 2015 году рекорд не перешел к «Прямому выходу из Комптона». Это был четвертый подряд фильм Universal года, достигший $40 млн за один уик-энд, после «Мумии возвращаются», «Форсажа» и «Парка Юрского периода III». «Американский пирог 2» стал первым фильмом, возглавившим кассовые сборы в течение нескольких недель со времен «Перл-Харбора». Театральный прокат фильма завершился 20 декабря 2001 года с окончательными сборами $145 103 595 внутри страны и $142 450 000 за рубежом, что в сумме составило $287 553 595 по всему миру. В первые выходные в Германии фильм собрал $8,4 млн, что стало рекордом для комедии и для компании United International Pictures в этой стране, побив предыдущий рекорд UIP, установленный «Парком Юрского периода».

### Отзывы и оценки
По данным агрегатора Rotten Tomatoes, 
52 % из 127 обзоров были положительными. Сайт обобщает мнения критиков так: «Будучи сиквелом, „Американский пирог 2“ не сохраняет свежести оригинала и не является таким же смешным».. На Metacritic фильм получил средневзвешенный балл 43 из 100 на основе отзывов 28 критиков, что означает «смешанные или средние отзывы». Зрители, опрошенные Cinemascore, дали фильму среднюю оценку «B+» по шкале от A+ до F.
Роджер Эберт дал фильму 3 из 4 звезд. В журнале At the Movies Эберт и Ричард Ройпер поставили фильму «два больших пальца вверх», причем критик заявил, что в фильме «больше смеха, чем в оригинале».

### Домашние носители
«Американский пирог 2» был выпущен на VHS и DVD 15 января 2002 года. Фильм был выпущен в двух разных версиях: театральная версия и нерейтинговая версия. Они состоят из широкоэкранной и полноэкранной версий и имеют звуковые дорожки Dolby Digital и DTS.